# Саския в образе Флоры
«Флора», ранее известная под названием «Саския в образе Флоры» — картина работы Рембрандта, написанная в 1634 году, на которой, вероятно, изображена жена художника Саския ван Эйленбюрх в образе древнеримской богини цветов, расцвета, весны и полевых плодов Флоры. Находится в Эрмитаже, зал 254.

## История
Картина написана в год свадьбы Саскии и Рембрандта. Обручение состоялось в 1633 году, а свадьба — на следующий год. Рембрандт отметил оба этих события в своих произведениях. Три дня спустя после помолвки он создал рисунок серебряным карандашом, изобразив Саскию в большой шляпе, декорированной цветами, держащую цветок (ныне находится в Гравюрном кабинете). Рисунок подписан художником: «Это моя жена в возрасте 21 года, три дня спустя после нашей помолвки, 8 июня 1633». Также в том году он написал её портрет маслом, т. н. «Портрет смеющейся женщины» (ныне в Дрезденской галерее).
Эрмитажная картина появилась на распродаже коллекции Германа Арентса (Herman Arents) в Амстердаме в апреле 1770 года. Посол Д. А. Голицын приобрел её для Екатерины II вместе с другими картинами (он же, обладая отличным вкусом, купил на другой распродаже «Возвращение блудного сына»).
Существует ранняя, частичная (возможно, обрезанная) копия картины овального формата (частная коллекция, Гаага).

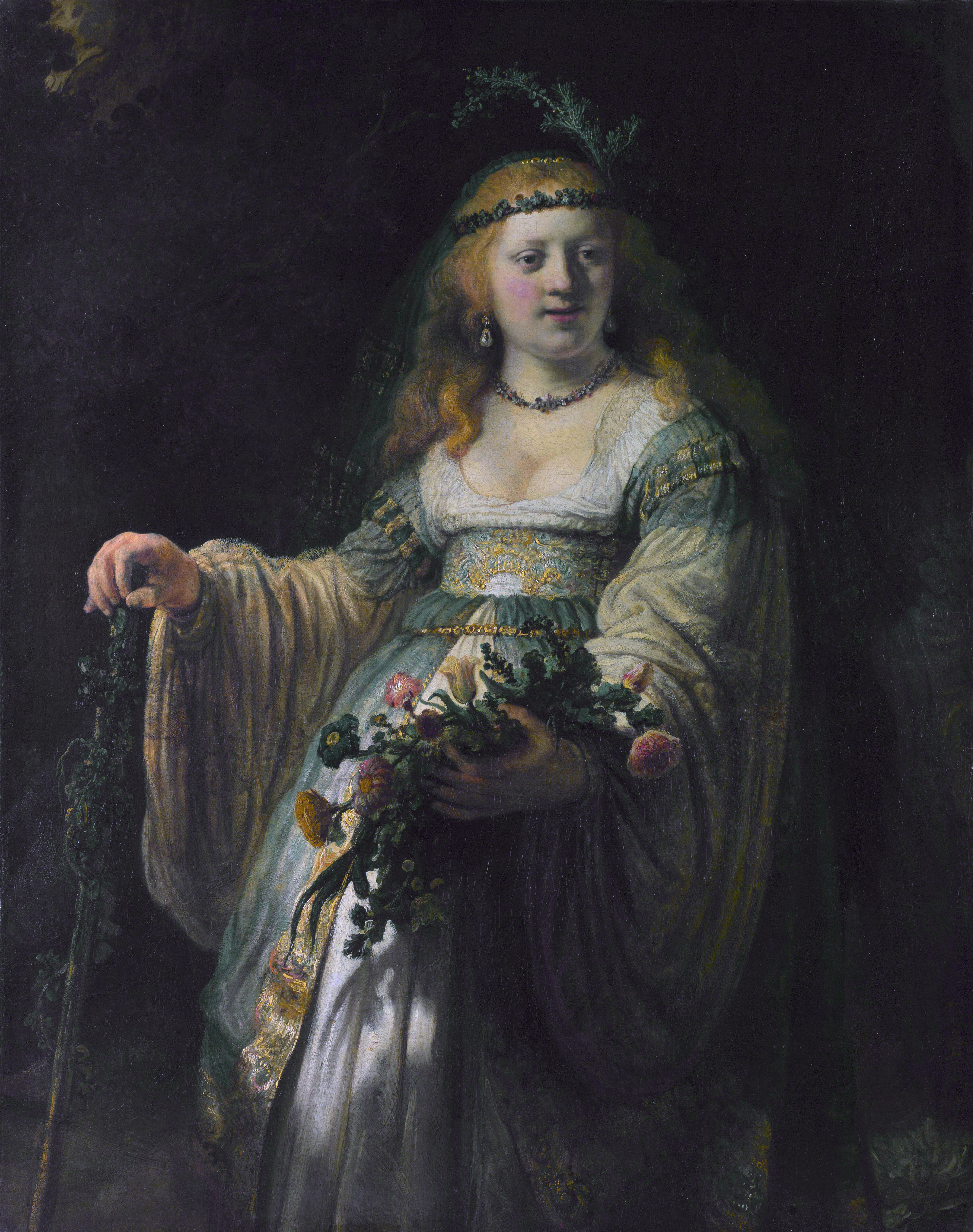
Флора № 2: «Саския в аркадском костюме», 1635, Лондонская национальная галерея

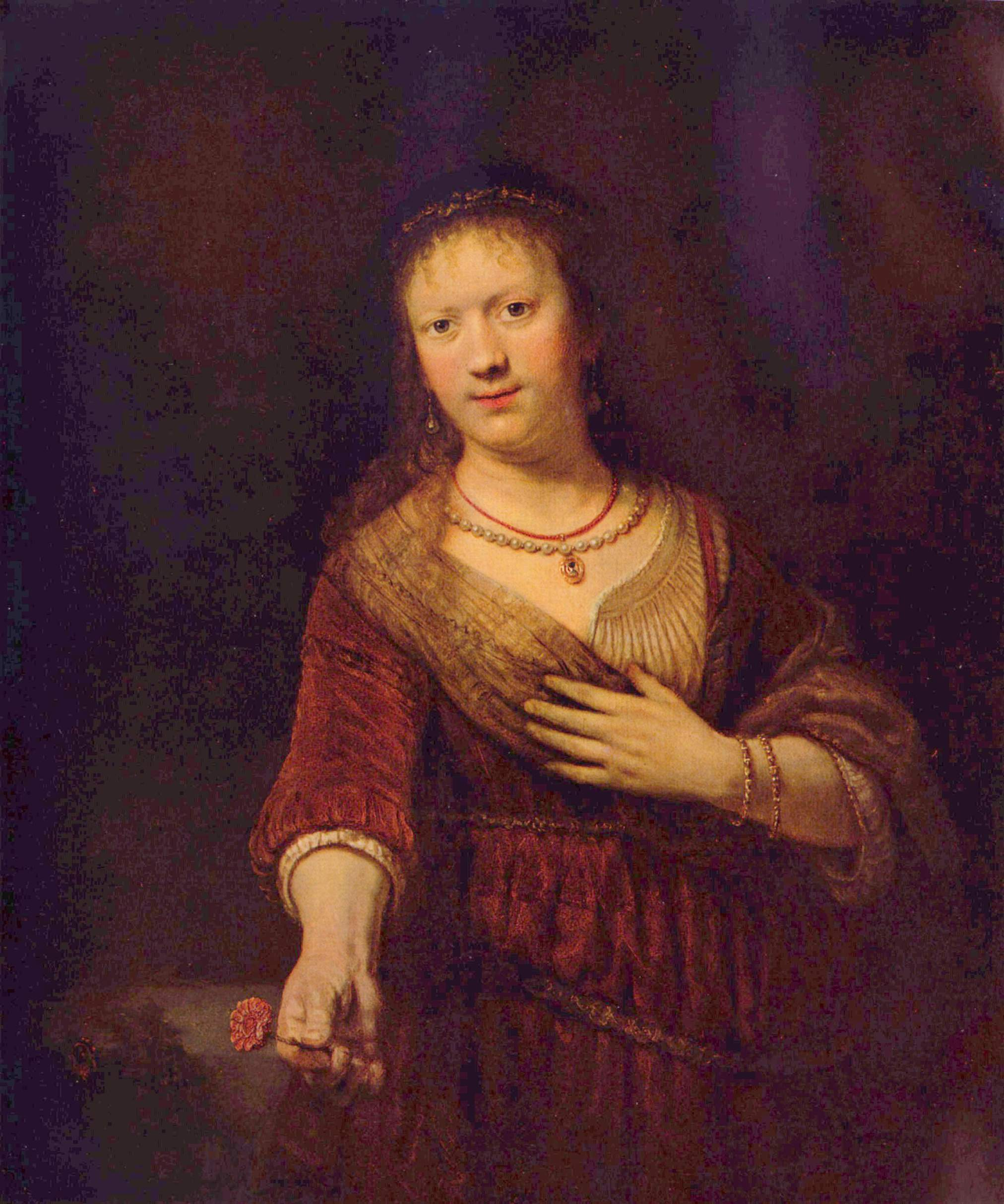
Флора № 3: «Саския с красным цветком», 1641, Дрезденская картинная галерея

- За «Флорой № 1» (Эрмитаж) почти сразу (или на следующий год) последовала «Флора № 2» — картина на ту же тему (Национальная галерея, Лондон)[1] (сегодня называемая «Саския в костюме аркадской пастушки»), причем, как показал недавний рентген, первоначально она изображала Юдифь с головой Олоферна, но потом Рембрандт заменил отрубленную голову на гирлянду цветов[2].
- В 1641 году была создана «Флора № 3» — т. н. «Саския с красным цветком» (Дрезденская галерея)
- В 1654 году — «Флора № 4» (Метрополитен-музей), написанная уже после смерти Саскии.

## Описание
Картина подписана и датирована внизу слева: «Rembrandt f. 1634». Инвентарный номер № 732. Она была приобретена Эрмитажем до 1775 года.
«Эрмитажное полотно, созданное им в год свадьбы, свидетельствует о восторженной любви художника к молодой женщине. Особое очарование придает образу контраст неуверенности и робости, с которой позирует юная модель, и великолепия богато расшитых одежд и аксессуаров. В картине соединились особенности пасторального и исторического портрета».
«В венок Флоры вплетен великолепный пестрый тюльпан разновидности, которая впоследствии получит название «рембрандтовского тюльпана». Цветы несут аллегорический смысл — каждый из них символизирует прекрасное качество модели. «Костюм Саскии фантастичен, но все, что мы видим, несомненно, не выдумано, а написано с натуры: Рембрандт начал собирать обширную коллекцию восточных тканей, оружия, всевозможных предметов искусства, в том числе прикладного, которой он пользовался для изображения деталей в своих картинах».
Техника Рембрандта в «Флоре» напоминает манеру его учителя Питера Ластмана, частично в выполнении одеяний. Но он, очевидно, приложил свои усилия, чтобы его работа была иной, более выразительной, изменяя манеру наложения мазков в зависимости от того, цветы он пишет или лицо.
«Типичная работа 1630-х годов, проникнутая классической мифологией, „Флора“ отлично вписывается в круг работ Рембрандта, вдохновленных Саскией — „Беллона“ (1633, Метрополитан), „Минерва“ (1635, Лейденская коллекция Томаса Каплана, Нью-Йорк) и „Софонизба“ (1634, Прадо)».

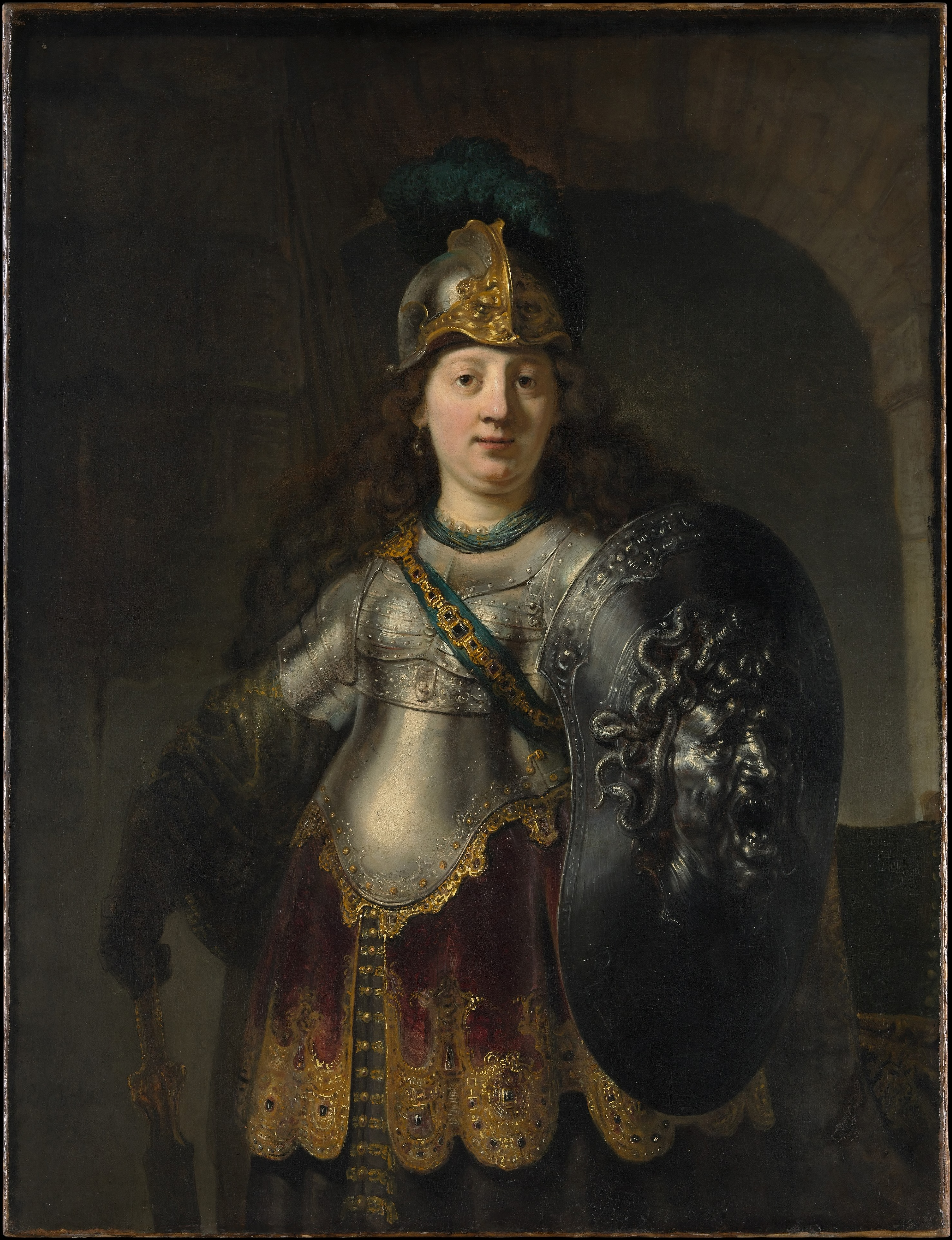
«Беллона»
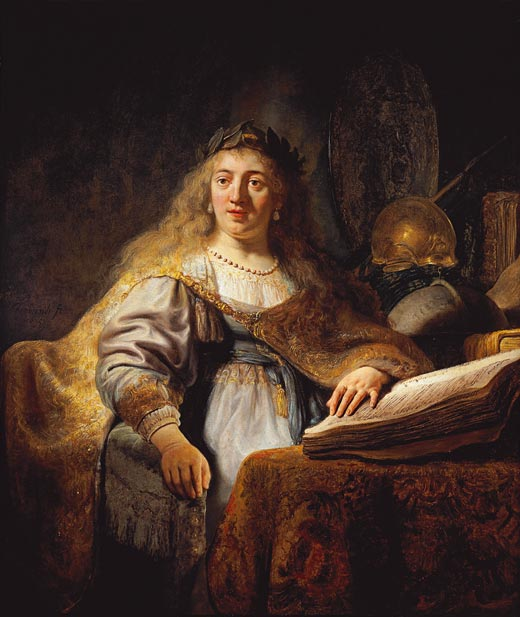
«Минерва»
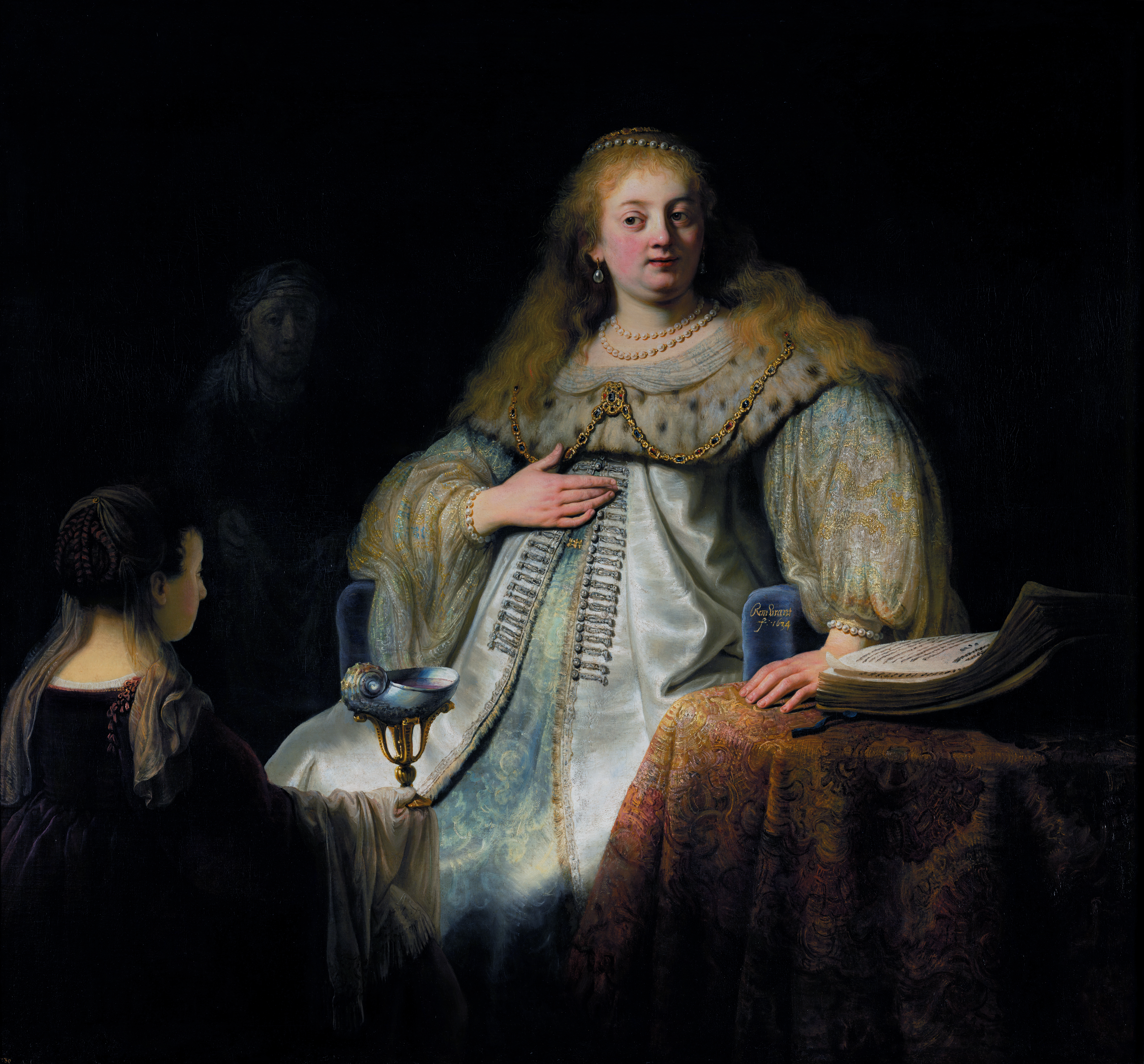
«Софонизба (Артемисия)»

Хотя общепринято мнение, что на портрете изображена Саския, Эрмитаж на своем сайте указывает о существующих сомнениях по этому вопросу: «Долгое время считалось, что здесь художник запечатлел свою юную супругу. Действительно, в лице героини есть известное сходство с Саскией. Кроме того, постановка фигуры и поворот головы молодой женщины характерны для портретных композиций. Однако подобная модель изображена живописцем еще в нескольких картинах на разные сюжеты. Вероятно, в ней воплощено представление Рембрандта о женской красоте. Оно было далеким от классических норм. Основа сложившегося у мастера идеала — облик его соотечественниц. Разные версии возникали относительно того, что за персонаж представлен на этом полотне. Неоднократно менялось и название картины. Так, одно время она называлась „Дама в костюме пастушки“. В искусстве Голландии этого времени возникла мода на пасторальные сюжеты, которой мог следовать художник. Однако в данном случае отсутствуют те детали, что считались обязательными в костюме пастушки — декольте, соломенная шляпка. Между тем пышный венок и увитый растениями посох служат здесь, скорее всего, атрибутами Флоры — римской богини весны и цветов. На заднем плане также видны растения, вьющиеся, вероятно, по стенам грота. В 1630—1640-е гг. Рембрандт исполнил немало так называемых тронье. Среди них есть и изображения моделей в фантастических одеяниях. Как и в таких работах, роскошный костюм Флоры не имеет ничего общего ни с голландской модой того времени, ни с античными одеждами. Он был создан воображением художника, вдохновленного, возможно, театральными постановками. С виртуозной тонкостью переданы шелк плаща и восточная (вероятно, турецкая) ткань рукавов, жемчужина на груди, серебряные пряжки на плече. Краски, положенные то тонко, то густо, образуют живую, подвижную фактуру. Так от года к году манера мастера становилась все более свободной».

### Загадка названия
В ранних инвенториях и каталогах Эрмитажа картину назвали «Юная еврейка» и «Еврейская невеста». Такое название отсылает к гравюре Рембрандта от 1635 года, под названием «Большая еврейская невеста». Существует несомненное большое сходство между лицами, прическами и костюмами моделей на полотнах из Петербурга, Лондона и этой гравюры. При этом название гравюры, под которым она известна с XVIII века — чистая условность, на самом деле она может изображать Эсфирь перед отправкой её к Артаксерксу. Подготовительный рисунок (Национальный музей, Стокгольм) подтверждает, что Саския позировала и для этой гравюры.
Эрмитажная картина появилась на распродаже коллекции Арентс в Амстердаме в 1770 под названием «Портрет дамы, одетой как пастушка, изображенный в полный рост на фоне пейзажа». В этом случае название не было чисто случайным — в Голландии в 1-й пол. XVII века был обычай использовать костюмы пастушков и пастушек для позирования в портрете. Эта мода была вдохновлена изданной в 1615 году пасторальной пьесы Питера Хофта «Гранида». В 1636 году ученик Рембрандта Говерт Флинк написал парные портреты своего учителя в образе Даифила (Рейксмузеум, Амстердам) и Саскии как Граниды (Музей герцога Антона Ульриха, Брауншвейг; см. также  картину в Метрополитен музее). Этот портрет невесты Саскии в соломенной шляпке с цветами сыграл важную роль в рембрандтовском восприятии «Флоры».

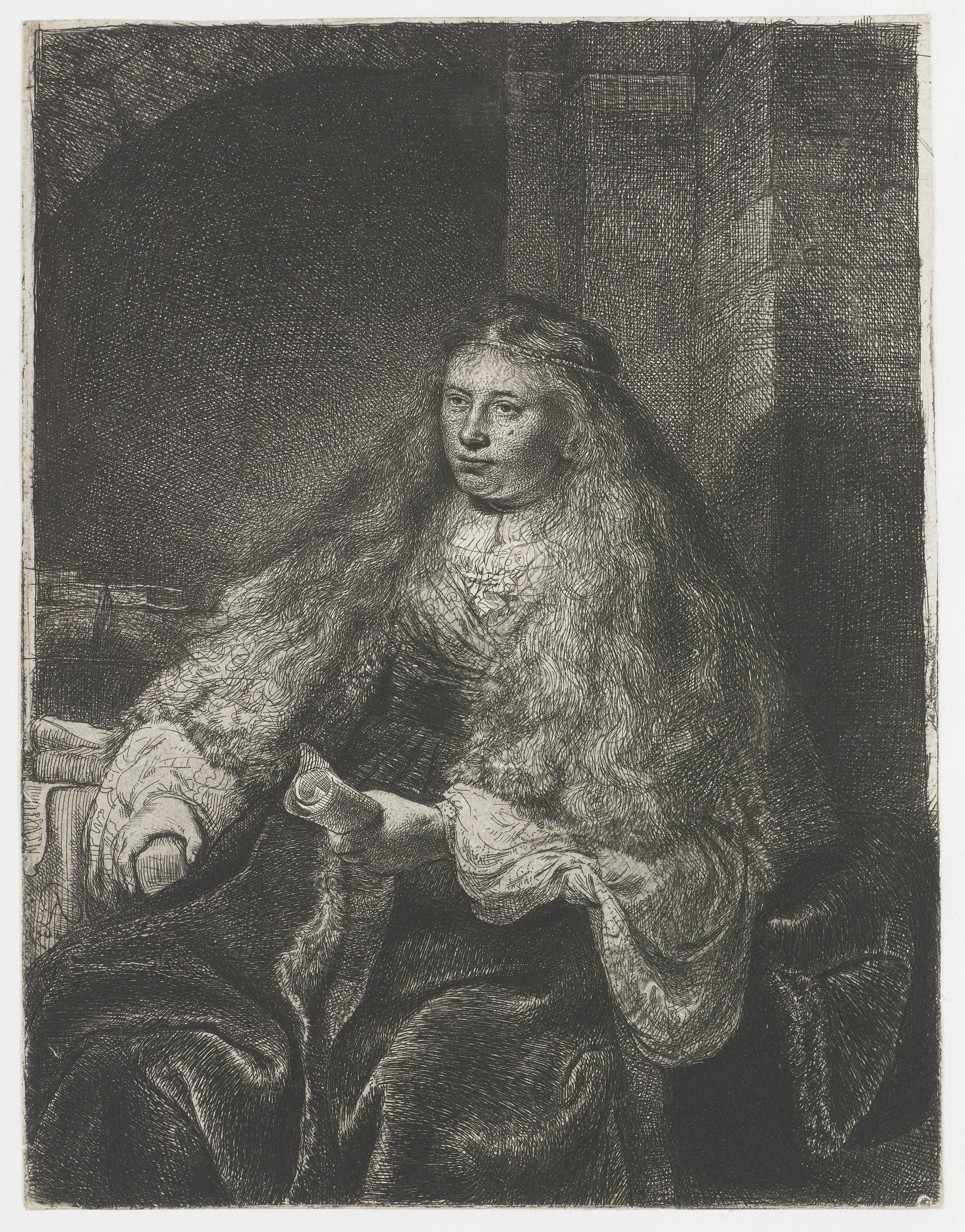
«Большая еврейская невеста», 1635
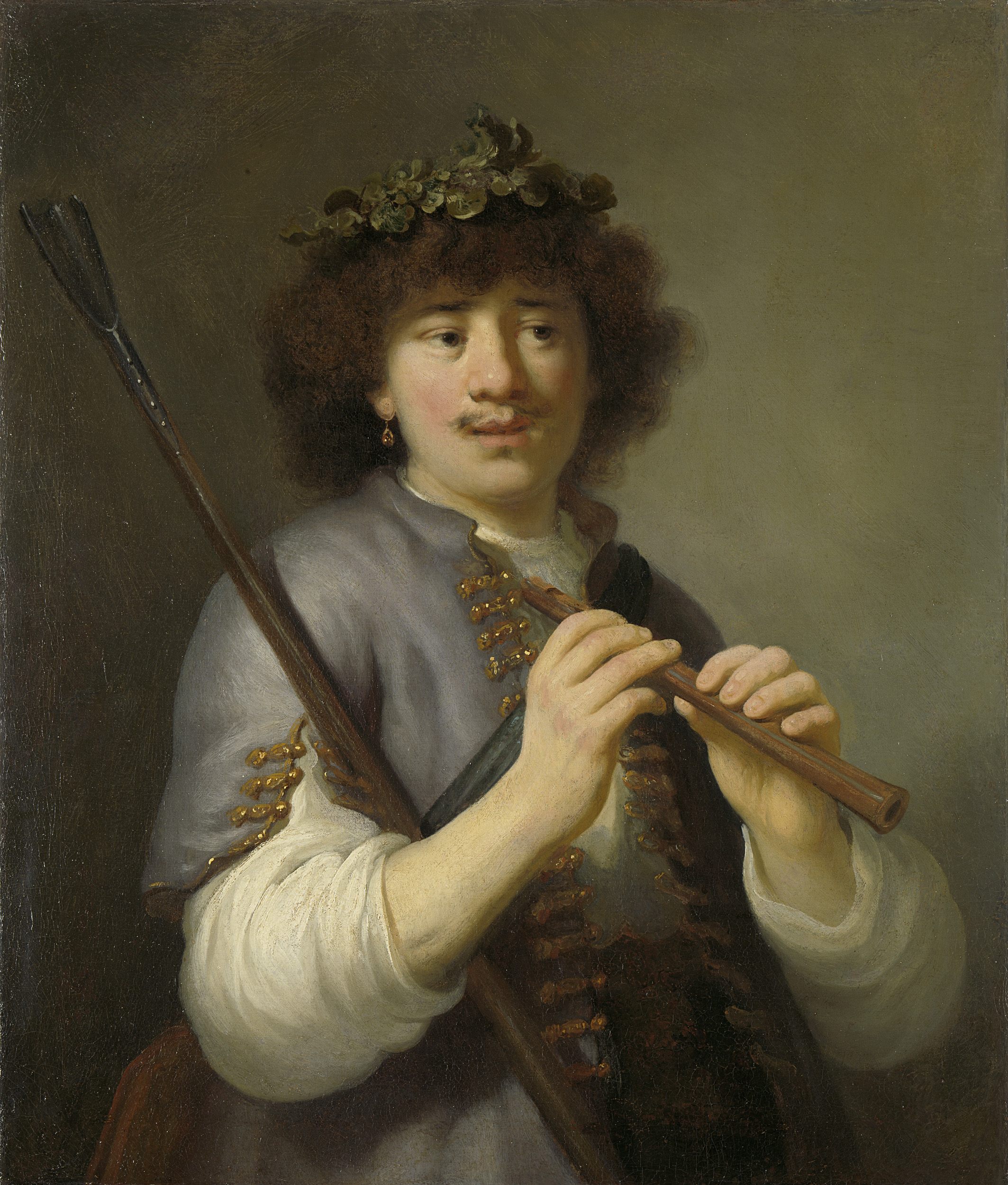
Говерт Флинк. «Портрет Рембрандта в образе пастушка», 1636, Рейксмузеум
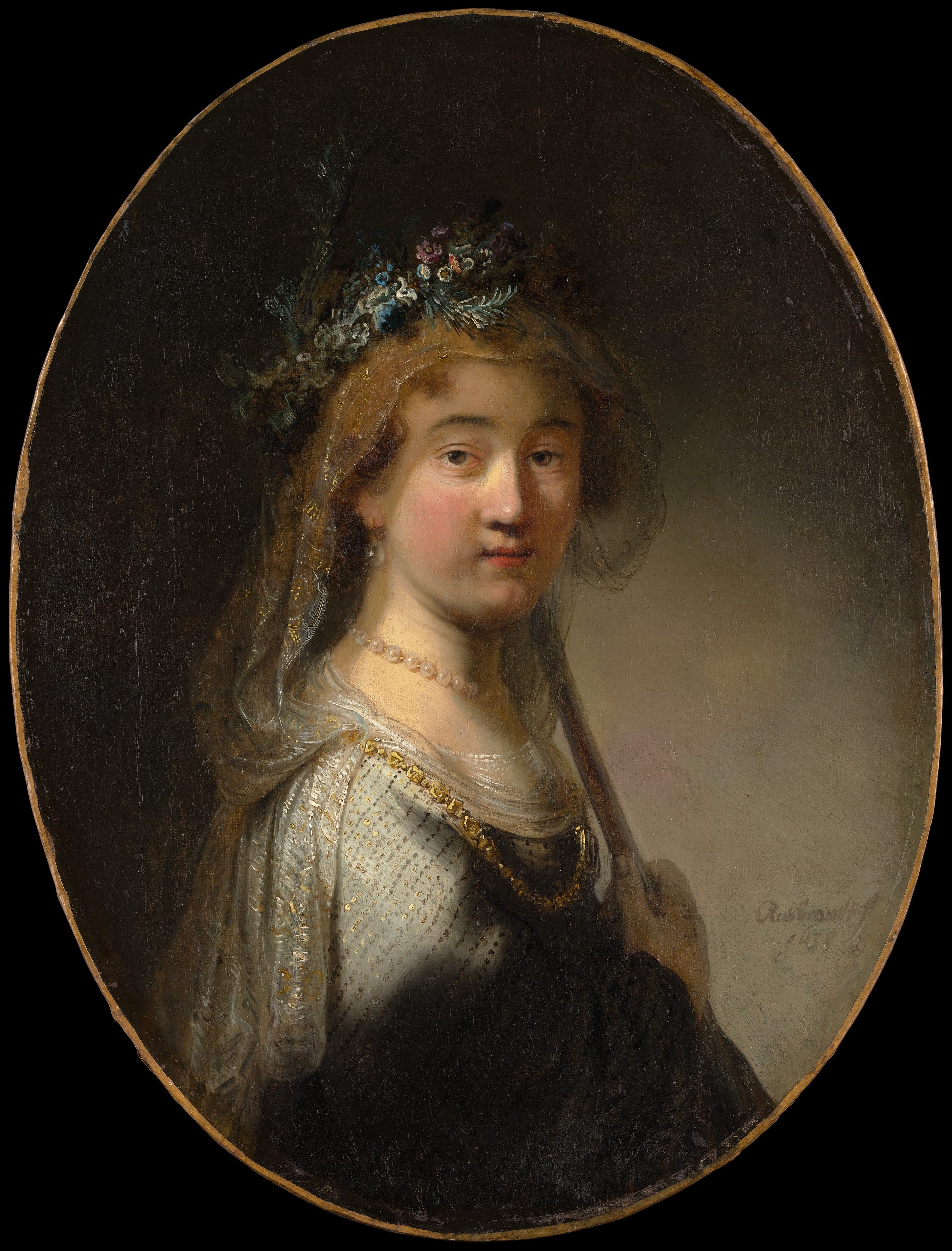
Говерт Флинк. «Портрет Саскии в образе пастушки», 1650-е, Метрополитен

Также вдобавок существует рисунок, который хронологически расположен между берлинским рисунком и эрмитажной и лондонской картиной. «Молодая женщина в широкополой шляпе, держащая посох» (Rijksprentenkabinet, Амстердам) считается исследователем Слайвом (1965) подготовительным рисунком к фигуре «Флоры». Формальное сходство между рисунком и картинами есть, и вдобавок изображена явно пастушка, потому что справа можно разглядеть фляжку. Это открытие позволило установить новую стадию в сложении «Флоры», поскольку известно, что Саския позировала как пастушка, и некоторые ученые настаивают, что эрмитажная и лондонская картина изображают не Флору, а пастушку (каковое название для второй работы сейчас принято).

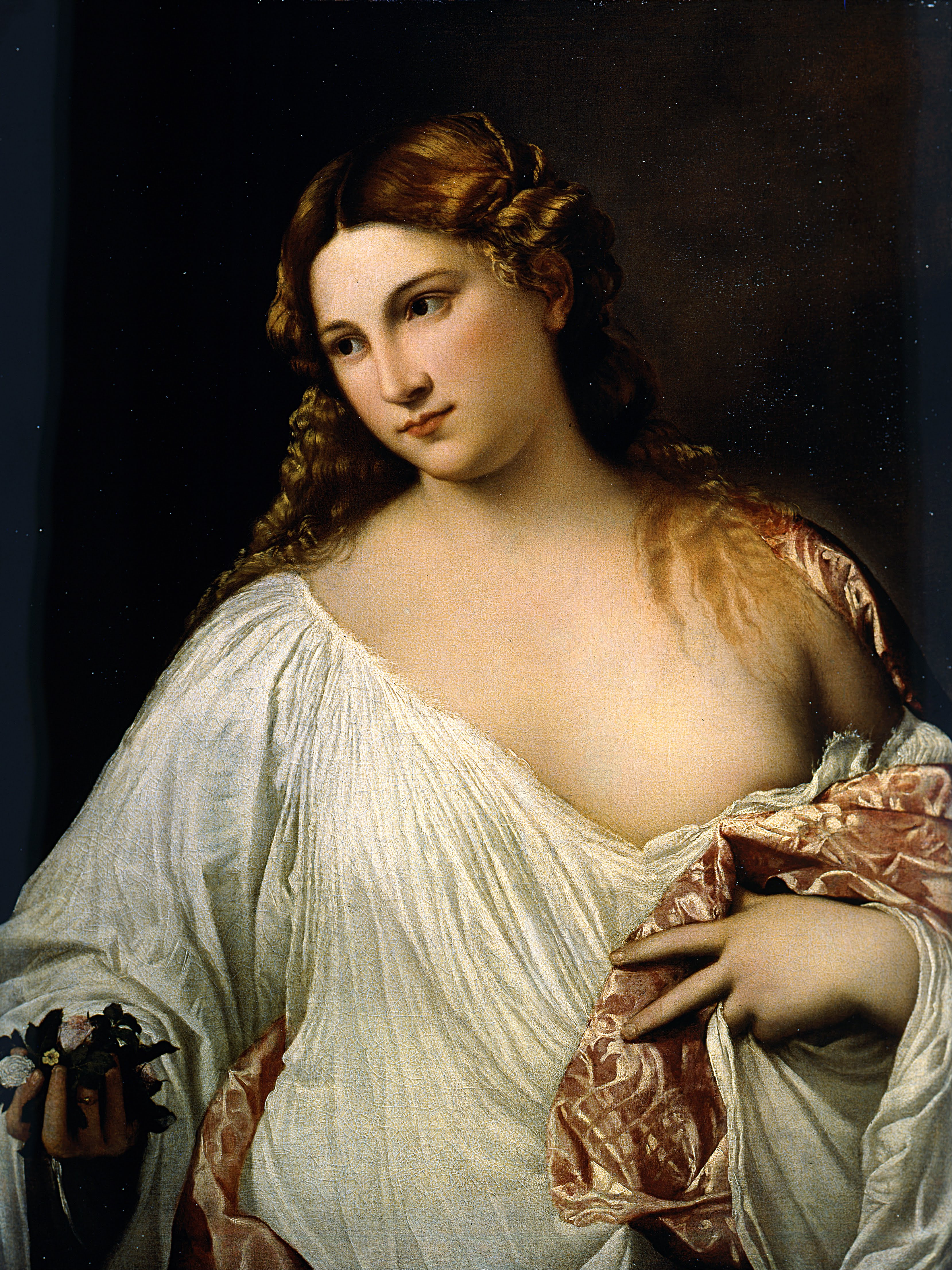
Тициан. «Флора», ок. 1515, Уффици
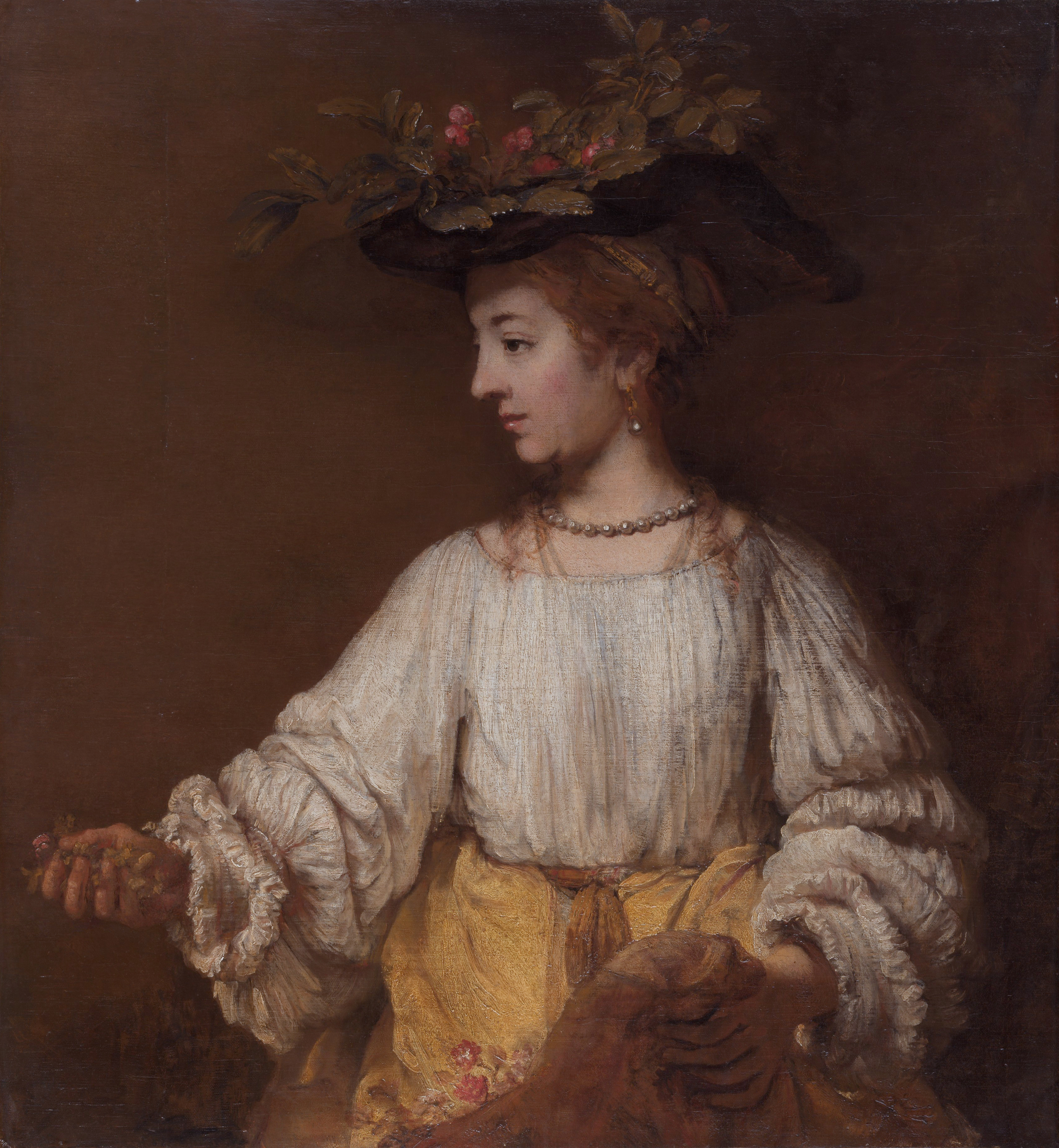
«Флора» (1654), Метрополитен-музей

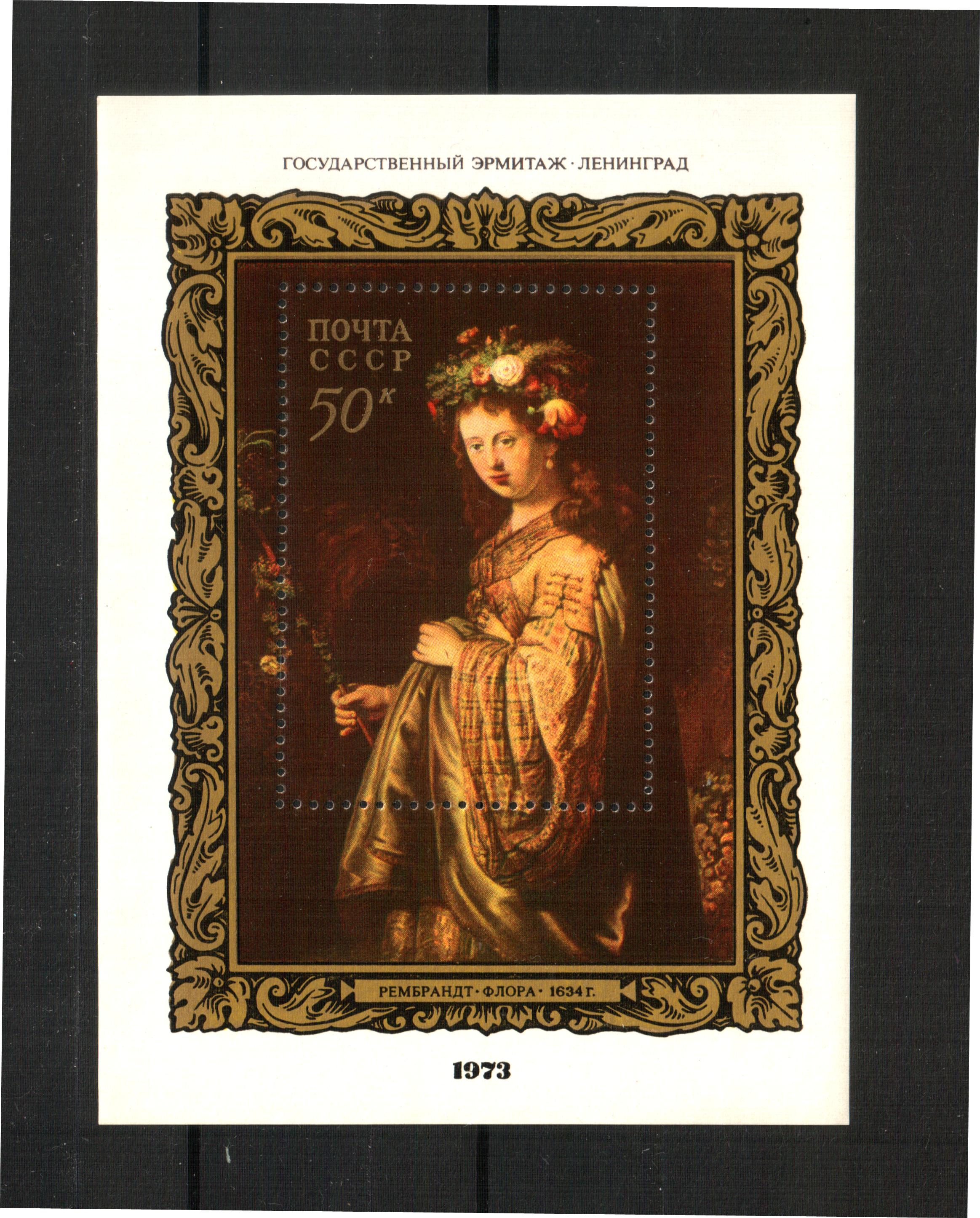
Почтовый блок СССР, 1973 год

Авторы американского каталога картин Рембрандта считают, что в процессе работы над картиной из Эрмитажа художник оставил первоначальный замысел и решил изобразить именно богиню Флору. Эта перемена намерения, возможно, была вызвана тем, что он увидел «Флору» Тициана (Уффици), которая тогда находилась в коллекции Альфонсо Лопеса в Амстердаме. Картина Тициана оказала на Рембрандта сильное впечатление, и он мог иметь её в качестве ориентира, например, в 1656 году, когда он писал новую «Флору» — на сей раз уже после смерти Саскии, отчасти с новой возлюбленной Хендрикье Стоффелс (Метрополитен музей), но в чертах этой женщины также можно найти сходство с лицом давно умершей Саскии.
В итоге в документах XVII века было найдено первоначальное, правильное, название эрмитажной картины. В заметке, написанной в 1635 году Рембрандтом собственноручно на обороте рисунка «Сусанна и старцы» (Гравюрный кабинет, Берлин), художник записал о продаже нескольких картин его учеников с изображением Флоры. Предположение, что это были копии эрмитажной и лондонской работы, судя по всему, верно.
| verkoft syn vaendrager synd — 15 — een floora verhandelt — 6 - (f)ardynandus van sijn werck verhandelt aen ander werck van sijn voornemen den Abraham een floorae Leenderts floorae is verhandelt tegen 5 g | продал своих знаменосцев за 15 [гульденов] «Флора» продана — 6 — работа Фердинанда (Боля) продана, другую он планирует, «Авраама», «Флору». Леендерт (ван дер Кооген) продал «Флору» за 5 гульденов. |